# تیروپور
شهر تیروپور (به انگلیسی: Tiruppur) با جمعیت ۴۴۹٫۵۴۲ نفر در ایالت تامیل نادو در کشور هند واقع شده‌است.